# Waking Up
Waking Up és el segon àlbum d'estudi de la banda OneRepublic, llançat per Interscope Records el 17 de novembre del 2009. L'àlbum va arribar fins al lloc #21 al Billboard 200 i venut aproximadament 300,000 còpies en els Estats Units. El vocalista de la banda, Ryan Tedder ha declarat en una entrevista que Jerrod Bettis, qui va pertànyer a la banda anteriorment, se li hi havia ocorregut el disseny de la caràtula de l'àlbum.